# Marian Massonius
Piotr Marian Massonius (ur. 1 lutego 1862 w Kursku, zm. 20 lipca 1945 w Wilnie) – polski filozof, psycholog i pedagog, działacz oświatowy, encyklopedysta i dziennikarz, wieloletni wykładowca Uniwersytetu Stefana Batorego.

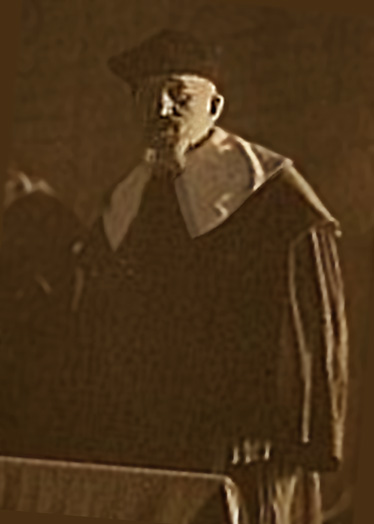
Marian Massonius jako dziekan Wydziału Humanistycznego USB

## Życiorys
Urodził się w rodzinie Piotra Massoniusa, pułkownika armii carskiej oraz Heleny ze Sliźniów, córki Ottona – filomaty i przyjaciela Adama Mickiewicza. Wychował się w majątku Marianowka. Po ukończeniu gimnazjum w Warszawie rozpoczął studia na Uniwersytecie, następnie od 1890 studiował filozofię, pedagogikę, slawistykę i historię sztuki na uczelniach w Lipsku, Berlinie, Pradze i Monachium. W 1882 ożenił się z Anielą Houwalt. W 1890 r. obronił w Lipsku doktorat pracą O transcendentalnej estetyce Kanta (niem. Über Kants transcendentale Aestethik). Po powrocie zamieszkał w Petersburgu, gdzie zasiadał w redakcji tygodnika „Kraj” blisko współpracując z Włodzimierzem Spasowiczem. 
W 1892 r. przeniósł się do Warszawy. Publikował w Głosie, Tygodniku Illustrowanym, Wiśle, Ateneum, Gazecie Warszawskiej i Gazecie Polskiej. W latach 1895–1905 był członkiem redakcji Wielkiej Encyklopedii Powszechnej Ilustrowanej. Hasła jego autorstwa podpisane są skrótem Mns. Był członkiem redakcji oraz autorem biogramów wydanego w latach 1901–1903 „Albumu biograficznego zasłużonych Polaków i Polek wieku XIX” Marii Chełmońskiej. W latach 1897–1914 zasiadał w redakcji Przeglądu Filozoficznego.
W 1906 r. przez kilka miesięcy sprawował mandat posła do rosyjskiej I Dumy Państwowej z guberni mińskiej. Po jej rozwiązaniu przez cara zaangażował się w Związek Autonomistów i Federalistów Lednickiego, którego deklarację podpisał.
Od 1906 do 1914 r. pracował jako nauczyciel w warszawskich gimnazjach Reja i Górskiego. Wykładowca filozofii i psychologii na Wydziale Humanistycznym Towarzystwa Kursów Naukowych w Warszawie (1907–1914).
W czasie I wojny światowej znalazł się w Mińsku, gdzie od 1915 do 1918 r. kierował gimnazjum polskim (jego uczniem był m.in. Jerzy Giedroyc). W latach 1917–1918 stał na czele redakcji „Dziennika Mińskiego”. Był członkiem komisji pracującej nad powołaniem uniwersytetu białoruskiego w Mińsku, nauczał również na kursach białorusoznawczych. W 1918 organizował polskie gimnazjum im. Władysława Syrokomli w Nieświeżu, którego był pierwszym dyrektorem (do 1919). Dwukrotnie aresztowany i skazany na śmierć najpierw w 1919 następnie w czasie wojny polsko-bolszewickiej w 1920 r, uwalniany w ramach wymiany.
Od października 1920 pracował jako wykładowca filozofii i pedagogiki Uniwersytetu Stefana Batorego (USB). W czasie ofensywy Tuchaczewskiego ewakuowany wraz z Uniwersytetem najpierw do Warszawy, potem krótko do Poznania, gdzie dał wykład poświęcony bolszewizmowi — O bolszewictwie. Od 1922 był dziekanem i prodziekanem Wydziału Humanistycznego USB. Wykładał historię filozofii i pedagogikę, psychologię narodów i estetykę. Nauczał także w Gimnazjum i Liceum Męskim na Górze Bouffałowej (wśród jego uczniów był m.in. Czesław Miłosz). Przeszedł na emeryturę w 1932 roku. W tym samym roku został odznaczony Krzyżem Komandorskim Orderu Odrodzenia Polski (9 listopada 1932).
Należał m.in. do Towarzystwa Filozoficznego w Warszawie oraz wileńskiego Towarzystwa Przyjaciół Nauk.
Został pochowany na cmentarzu Bernardyńskim w Wilnie.

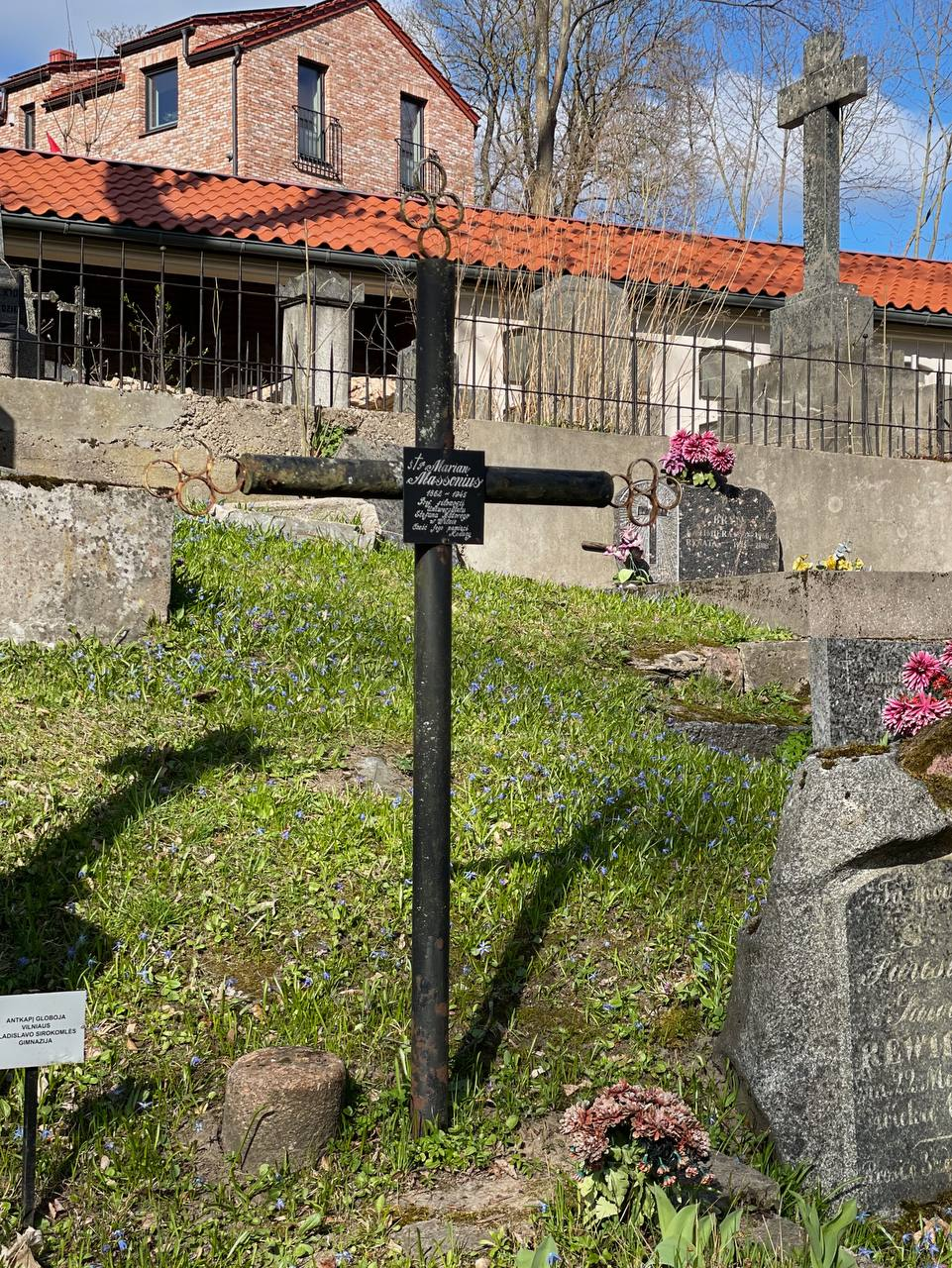
Grób Piotra Mariana Massoniusa na Cmentarzu Bernardyńskim w Wilnie

Materiały archiwalne Mariana Massoniusa znajdują się w PAN Archiwum w Warszawie pod sygnaturą III-17.

## Wybrane publikacje
- Szkice estetyczne (1884)[13]
- Über den kritischen Realismus (1887, Lipsk)[1]
- Очерк истории польской филозофии (pol. Filozofia u Polaków, 1890, Moskwa)[4][5]
- Racjonalizm w teorii poznania Kanta (1898)
- Rozdwojenie myśli polskiej (1901, Warszawa)[1]
- O bolszewictwie. Odczyt wygłoszony w dniu 21 sierpnia 1920 roku w Poznaniu, Poznań-Warszawa: Księgarnia św. Wojciecha, 1921 (Głosy na czasie (45)). Brak numerów stron w książce[14]
- Dzieje Uniwersytetu Wileńskiego 1781–1832. Mirosław Supruniuk (red.). Toruń: Uniwersytet M. Kopernika, 2005. ISBN 83-231-1828-0. Brak numerów stron w książce